# ربى (اسم)
ربى هو اسم علم شخصي مؤنث عربي، معنى الاسم هو جمع ربوة وألتي تعني المرتفع أو الهضبة، هو من الأسماء الشعبية في الدول العربية.

## الشخصيات
- ربى السعدي ممثلة سورية
- ربى الجمال مغنية سورية
- ربى المأمون ممثلة سورية